# Inhibitor tripsina
Inhibitor tripsina je tip inhibitora serinske proteaze koji redukuje biološku aktivnost tripsina. Tripsin je enzim koji učestvuje u razlaganju mnoštva različitih proteina. On učestvuje u procesu varenja kod ljudi i životinja. Proteazni inhibitori koji ometaju njegovu aktivnost mogu da imaju antinutriciono dejstvo.
| Izvor                   | Inhibitor      | Molekulska težina | Inhibitorna moć | Detalji                                                                                           |
| ----------------------- | -------------- | ----------------- | --------------- | ------------------------------------------------------------------------------------------------- |
| Krvna plazma            | α1-antitripsin | 52 kDa            |                 | Takođe poznat kao inhibitor serumskog tripsina                                                    |
| Lima pasulj             |                | 8–10 kDa          | 2.2 puta težina | Smeša šest različitih inhibitora                                                                  |
| Goveđi pankreas i pluća | Aprotinin      | 6.5 kDa           | 2.5 puta težina | Takođe poznat kao BPTI (bazni pankreasni tripsinski inhibitor) i Kunitz inhibitor.                |
| Raw avian egg white     | Ovomucin       | 8–10 kDa          | 1.2 puta težina | Ovomukoidi su smeše nekoliko različitih glikoproteinskih proteaznih inhibitora                    |
| Soja                    |                | 20.7–22.3 kDa     | 1.2 puta težina | Smeša nekoliko različitih inhibitora. Svi se isto tako vezuju za himotripsin, mada u manjoj meri. |

Jedna studija iz 2010. godine je pokazala da proteazni inhibitor iz jaja slatkovodnog puža Pomacea canaliculata deluje kao inhibitor tripsina sa proteazama potencijalnih predatora. To su prvi direktni dokazi tog mehanizma u životinjskom carstvu.

## Klinički značaj
Peptid tumor-asocirani tripsinski inhibitor (TATI) je upotrebljavan kao marker mucinoznog karcinoma jajnika, urotelijalnog karcinoma, i karcinoma renalnih ćelija. TATI se metaboliše u bubrezima i stoga je povišen kod pacijenata sa bubrežnom insuficijencijom. On može da bude povišen u neneoplastičnim procesima kao što je pankreatitis i može se koristiti kao prognostički marker u tim okolnostima (nivoi iznad 70 mikrograma/L su asocirani sa slabom prognozom).
Pedeset procenata mucinoznih karcinoma jajnika faze I su asocirani sa povišenim TATI, i skoro 100% tumora faze IV pokazuju povišen TATI.
Osamdeset pet do 95% pankreatičkih adenokarcinoma je asocirano sa povišenim TATI (mada povišenje usled pankreatitisa ograničava kliničku primenljivost TATI u ovom okruženju).
Šezdeset procenata gastričnog adenokarcinoma manifestuje povišen TATI, a posebno tumori difuzno infiltrativnog/pečatni-prsten tipa. TATI stoga dopunjava CEA, koji je povišen ekskluzivno kod intestinalnog tipa adenokarcinoma želuca.
Kod urotelijalnih karcinoma, TATI izražavanje varira sa fazom, krećući se u opsegu od 20% kod niskih faza tumora do 80% kod visokih faza tumora.
TATI senzitivnost u okruženju renalnih ćelija karcinoma je približno 70%. Verovatnije je da se povišen TATI sretne kod pacijenata sa bolešću u poodmaklim fazama.
Kod skoro svih studiranih tipova tumora, TATI je marker slabe prognoze.

## Literatura
- Jones et al., Biochem., 2, 66, (1963)
- Lineweaver and Murray JBC, 171, 565 (1947)
- Kunitz and Northrop J. Gen. Physiol., 19, 991 (1936)
- Fraenkel-Conrat, et al., Arch. Biochem. Biophys., 37, 393 (1952)
- Frattali, V., and Steiner, R.: Biochem., 7, 521 (1968)

## Spoljašnje veze
- Trypsin+inhibitors на 